# Puente ferroviario de Arão
El Puente ferroviario del Arão, también conocido por Puente del Arão, es una infraestructura ferroviaria de la Línea del Algarve, que cruza la Ribera del Arão, entre los ayuntamientos de Lagos y Portimão, en Portugal.

## Características físicas

### Localización
El puente se localiza junto a la orilla de la Ribera del Arão en la Ría de Alvor, en la zona del Vale da Lama.

### Características
Transporta una vía única ferroviaria, en ancho ibérico. El tablero, metálico, presenta cerca de 40 metros de longitud, estando soportado por dos cabeceras en mampostería con 7 metros, totalizando aproximadamente 55 metros; el tablero y las cabeceras presentan una longitud aproximada de 6 metros.

## Historia
El Puente del Arão fue nombrado por primera vez en el anteproyecto del tramo entre Portimão y Lagos del Ramal de Lagos, elaborado por el ingeniero António da Conceição Parreira el 20 de marzo de 1899; en este plan, el puente debería tener dos tramos, teniendo cada uno 20 metros de longitud.
El puente fue inaugurado, junto con el tramo entre Lagos y Portimão del Ramal de Lagos (este tramo fue, en 1992, integrado en la Línea del Algarve), el 30 de julio de 1922.